# De'u Chöchung
| Tibetische Bezeichnung                                                                                 |
| --- |
| Wylie-Transliteration: lde'u chos 'byung; mkhas pa lde'us mdzad pa'i rgya bod kyi chos 'byung rgyas pa |
| Andere Schreibweisen: De'u Chöchung                                                                    |
| Chinesische Bezeichnung                                                                                |
| Vereinfacht: 弟吴宗教源流                                                                              |
| Pinyin:Diwu zongjiao yuanliu                                                                           |

De'u Chöchung (tib.: lDe'u chos-'byung ) ist ein Werk der tibetischen historiographischen Chöchung (chos 'byung) -Gattung von De'u Jose (lDe'u Jo sras) (1085–1171) aus dem 12. Jahrhundert. Es handelt sich um eine Geschichte des Buddhismus in Indien und Tibet. Nach Abschluss des Originalmanuskriptes wurde es von anderen Gelehrten revidiert und ergänzt. Das Werk ist in drei Teile untergliedert, wovon der zweite den wichtigsten bildet. Er liefert wichtige Einblicke in die Geschichte des tantrischen Buddhismus: des Alten tantrischen Buddhismus und der Neuen Übersetzungsschule.
Eine moderne Ausgabe erschien in der tibetischen Buchreihe gangs can rig mdzod.

## Ausgaben
- mKhas pa lde'us mdzad pa'i rgya bod kyi chos 'byung rgyas pa. Lhasa: Bod-ljongs mi-dmangs dpe-skrun-khang. 1. Aufl. Juni 1987 (Photos) (2. Aufl. 2010, 389 pp. ISBN 978-7-80589-122-4)
- 弟吴贤者: 弟吴宗教源流.青海人民出版社 2021, ISBN 978-7-225-05864-1 (Buchhandelslink)

### Nachschlagewerke
- Zangzu da cidian. Lanzhou 2003
- Dan Martin, Yael Bentor (Hg.): Tibetan Histories: A Bibliography of Tibetan-Language Historical Works (London, Serindia 1997), ISBN 0906026431 - (Addenda et Corrigenda)